# Frederico Edelweiss
Frederico Grandchamp Edelweiss (Santo Ângelo, 19 de maio de 1892 – Salvador, 15 de outubro de 1976) foi um bibliófilo, historiador e tupinólogo brasileiro e uma das figuras mais expressivas do meio intelectual baiano.

## Biografia

### Início de vida
Frederico Edelweiss nasceu em 19 de maio de 1892 em Santo Ângelo, antiga localidade jesuítica de índios guaranis, no estado brasileiro do Rio Grande do Sul. Era filho único de um casal de origem estrangeira formado por Teodoro Edelweiss e Agathe Flora du Grandchamp Edelweiss, havendo-se transferido para a Europa aos 11 anos após viver parte de sua infância no município gaúcho. No continente europeu, Edelweiss tinha o objetivo de frequentar o curso clássico, a ser realizado em estabelecimentos de ensino de qualidades distintivas. Entretanto, não lhe foi possível concluir seus estudos superiores, uma vez que a morte de seu pai o obrigou a, em 1911, retornar ao Brasil para encarregar-se dos negócios familiares.
Não sentindo ser aquela sua verdadeira vocação e sofrendo prejuízos, Edelweiss desfez-se da propriedade agrícola paterna. Entregou-se, nesse sentido, ao ensino de línguas e assumiu, posteriormente, o cargo de diretor de uma escola secundária no município gaúcho de Cachoeira do Sul. Contudo, notando que seu trabalho, de remuneração precária, e o ambiente em que se encontrava não lhe ofereciam grandes possibilidades de prosperar, mudou-se para Porto Alegre, cidade na qual, sozinho, iria tentar a vida.
Já naquela altura, por volta dos 30 anos de idade, Edelweiss havia cultivado fama de indivíduo extremamente bem-informado e conhecedor de diversos idiomas estrangeiros. Essa favorável reputação proporcionou-lhe a oportunidade de, aceitando o convite de uma firma relacionada ao comércio exportador, transferir-se para a Bahia em 1919, onde se radicou. Embora exercesse atividades contrárias a seu gosto pelo estudo, Edelweiss, homem de índole introvertida, nunca deixou de dedicar-se à leitura, bem como a reflexões na área da etnologia e linguística sul-americana.
Por ocasião da Revolução de 1930, incumbiu-se a Edelweiss a direção comercial do Instituto de Cacau da Bahia, para cujo cargo foi indicado em 1931 pelo então interventor federal baiano Artur Neiva. Concomitantemente, porém, a suas atividades profissionais, sempre ia adquirindo novas obras para sua coleção. É nessa mesma década, aliás, que Edelweiss, ao aproveitar-se da deflação europeia na Grande Depressão, pôde dar início à organização de sua biblioteca brasiliana.

### Atividades intelectuais

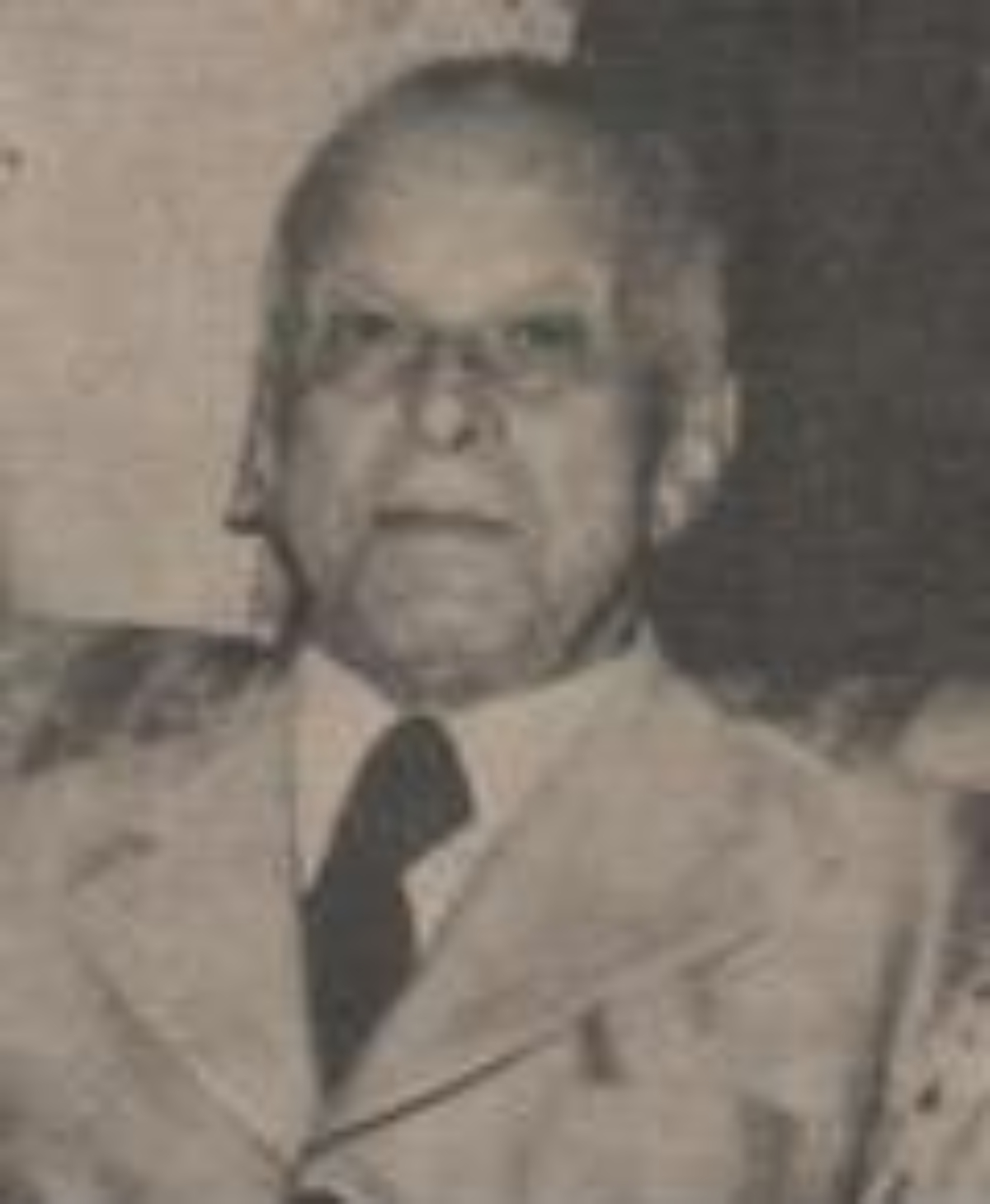
Edelweiss (fonte: ihgb)

O interesse de Frederico Edelweiss pelos estudos relacionados a assuntos indígenas revelou-se ainda em sua juventude por influência dos ensinamentos do padre Carlos Teschauer sobre o idioma guarani, principalmente após uma viagem ao Paraguai.

### Morte
Frederico Edelweiss morreu no dia 15 de outubro de 1976 em sua residência em Salvador, capital do estado brasileiro da Bahia. Tinha então 84 anos e estava combalido havia pelo menos alguns meses por uma moléstia. Seu corpo foi conduzido para o Instituto Geográfico e Histórico da Bahia, onde permaneceu em câmara-ardente até as 16 horas do dia seguinte. Edelweiss foi sepultado no Cemitério dos Estrangeiros, localizado no bairro soteropolitano da Federação.
Deixou esposa, Margarida Sampaio Edelweiss, e cinco filhos, Malomar, Egomar, Frederico, Irundi e Margarida.

## Obras selecionadas

### Livros
- Tupis e guaranis: estudos de etnonímia e linguística
- O caráter da segunda conjugação tupi
- Estudos tupis e tupi-guaranis: confrontos e revisões

### Artigos
- "Os topônimos indígenas do Rio de Janeiro quinhentista"

### Obras póstumas
- Apontamentos de folclore